# Vitsvansad råtta
Vitsvansad råtta (Mystromys albicaudatus) är ett däggdjur i familjen Nesomyidae som tillhör underordningen råttartade gnagare. Artens närmaste släktingar levde under pliocen och pleistocen i södra Afrika och är numera utdöda. Därför räknas vitsvansad råtta vanligen i en egen underfamilj, Mystromyinae.

## Utseende
Djuret når en kroppslängd (huvud och bål) mellan 10 och 18 cm, en svanslängd mellan 5 och 10 cm och en vikt av 75 till 110 gram. Pälsen på ovansidan är brun till grå och håren har svarta spetsar. På sidorna saknas ofta den svarta färgen och vid buken är individerna vitaktiga. Även extremiteterna och de korta styva håren på svansen är vita. Arten kännetecknas av stora öron och den saknar i motsats till flera andra medlemmar av familjen Nesomyidae kindpåsar. Tårnas klor är vanligen gömda under pälsen. Unga exemplar har nästan inga hår på svansen och det antas att den används för att justera kroppstemperaturen.

## Utbredning och habitat
Vitsvansad råtta förekommer i två från varandra skilda områden i Sydafrika och Lesotho. Habitatet utgörs av sandiga gräs- och buskmarker utan större berg.

## Ekologi
Arten lever i underjordiska bon som den ibland övertar av surikater. Individerna är aktiva på natten, främst under regntiden. Födan utgörs av frön och andra växtdelar samt av insekter.
Honor kan para sig hela året och har upp till två kullar per år. Efter dräktigheten som varar cirka 36 dagar föds i genomsnitt tre ungar. Ungarna dias ungefär tre veckor. Med människans vård kan den vitsvansade råttan leva sex år. Nyfödda ungar är blinda och döva samt nästan nakna med undantag av några morrhår och andra korta styva hår kring munnen. Deras öron öppnas efter cirka 4 dagar, de får framtänder efter 3 till 7 dagar och ögonen öppnas efter 16 till 20 dagar. Honan har två par spenar vid ljumsken men ibland föds fem ungar. I så fall använder olika ungar samma spene. Unga honor kan para sig 146 dagar efter födelsen eller senare.

## Taxonomi
Arten liknar en hamster i utseende och levnadssättet. Därför listades den tidigare i underfamiljen Cricetinae. Vitsvansad råtta saknar däremot kindpåsar och den har strukturer på de nedre framtänderna som saknas hos hamstrar. Dessutom har honornas spenar en avvikande form. Därför flyttades arten av Vorontsov 1966 till underfamiljen Mystromyinae som enda medlem. Senare forskning visade att den ingår i familjen Nesomyidae. Enligt en genetisk studie från 1999 utgörs artens närmaste nu levande släktingar av afrikanska klippmöss (Petromyscus). Liksom Petromyscus har den vitsvansade råttan en förlängd centrisk tagg i hörselgångens benvägg.

## Status
Arten hotas främst av habitatförstörelse när savannen omvandlas till jordbruksmark. Enligt IUCN förlorade djuret cirka 50 procent av sitt utbredningsområde under de senaste 40 åren. Vitsvansad råtta listas därför som starkt hotad (EN).